# Juozas Jagelavičius
Juozas Aleksandras Jagelavičius (12. januar 1939 - 17. juni 2000) var en litauisk roer og dobbelt europamester.
Jagelavičius var med i Sovjetunionens otter ved OL 1968 i Mexico City, hvor det blev til en bronzemedalje, kun overgået af Vesttyskland og Australien. Zigmas Jukna, Antanas Bagdonavičius, Aleksandr Martysjkin, Volodymyr Sterlyk, Valentyn Kravtjuk, Vytautas Briedis, Viktor Suslin og styrmand Jurij Lorentsson udgjorde resten af besætningen i den sovjetiske båd.
Jagelavičius vandt desuden to EM-guldmedaljer i otter, ved henholdsvis EM 1965 i Vesttyskland og EM 1967 i Frankrig.

## OL-medaljer
- 1968:  Bronze i otter